# Mitglieder der Württembergischen Landstände 1844 bis 1848
Diese Liste umfasst die Mitglieder der Württembergischen Landstände des Königreichs Württemberg in der Wahlperiode von 1844 bis 1848.
Während dieser Wahlperiode tagte der 12. ordentliche Landtag vom 1. Februar 1845 bis zum 6. August 1845, der 13. außerordentliche Landtag vom 5. Januar 1847 bis zum 23. Februar 1847 und der 14. ordentliche Landtag vom 22. Januar 1848 bis zum 28. März 1848.

## Das Präsidium der Ersten Kammer (Kammer der Standesherren)
Präsident: Fürst Ernst I. zu Hohenlohe-Langenburg

Vizepräsident des 12. ordentlichen Landtages:  Fürst Georg zu Löwenstein-Wertheim-Freudenberg 

Vizepräsident des 13. außerordentlichen Landtages:  Fürst Konstantin von Waldburg zu Zeil und Trauchburg 

Interimspräsident wegen Krankheit von Präsident und Vizepräsident während des 13. außerordentlichen Landtages:  Prinz Friedrich von Württemberg 

Vizepräsident des 14. ordentlichen Landtages: Fürst Friedrich von Waldburg zu Wolfegg und Waldsee

## Die Mitglieder der Ersten Kammer

### Prinzen des Hauses Württemberg
- Kronprinz Karl von Württemberg
- Königlicher Prinz Paul von Württemberg
- Königlicher Prinz Friedrich von Württemberg
- Königlicher Prinz August von Württemberg  war in dieser Wahlperiode nie persönlich anwesend
- Herzog Adam von Württemberg   († 1847)
- Herzog Alexander Konstantin von Württemberg  war in dieser Wahlperiode nie persönlich anwesend
- Herzog Eugen II. von Württemberg  war nie persönlich anwesend
- Herzog Eugen III. Alexander Erdmann von Württemberg  war nie persönlich anwesend
- Herzog Paul Wilhelm von Württemberg
- Herzog Friedrich Alexander von Württemberg  war nie persönlich anwesend und ließ sich vertreten
- Herzog Ernst Alexander von Württemberg  war nie persönlich anwesend

### Standesherren (Fürsten)
- Fürst Karl Egon II. zu Fürstenberg war in dieser Wahlperiode nie persönlich anwesend
- Fürst Karl Friedrich Ludwig zu Hohenlohe-Kirchberg
- Fürst Ernst I. zu Hohenlohe-Langenburg
- Fürst Friedrich zu Hohenlohe-Waldenburg-Schillingsfürst war in dieser Wahlperiode nie anwesend
- Fürst August zu Hohenlohe-Öhringen vertreten durch seinen Sohn Hugo zu Hohenlohe-Öhringen
- Fürst Ludwig zu Hohenlohe-Jagstberg war nie persönlich anwesend
- Fürst Karl Friedrich Kraft zu Oettingen-Wallerstein vertreten seit 1846 durch seinen Onkel Karl Anselm Kraft zu Oettingen-Wallerstein
- Fürst Maximilian Karl von Thurn und Taxis war nie persönlich anwesend
- Fürst Karl Thomas Albrecht Ludwig zu Löwenstein-Wertheim-Rosenberg war nie persönlich anwesend
- Fürst Otto zu Oettingen-Spielberg
- Fürst Leopold von Waldburg zu Zeil und Wurzach
- Fürst Franz von Waldburg zu Zeil und Trauchburg († 1845), gefolgt von seinem Sohn und Stellvertreter Konstantin von Waldburg zu Zeil und Trauchburg
- Fürst Friedrich von Waldburg zu Wolfegg und Waldsee
- Fürst Alfred zu Windischgrätz war nie persönlich anwesend
- Fürst Ferdinand zu Solms-Braunfels
- Fürst Georg zu Löwenstein-Wertheim-Freudenberg

### Standesherren (Grafen)
- Graf Franz von Königsegg-Aulendorf vertreten durch seinen Sohn Gustav von Königsegg-Aulendorf
- Graf Hugo Waldbott von Bassenheim war nie persönlich anwesend.
- Graf Maximilian von Törring-Gutenzell  war nie persönlich anwesend
- Graf Wilhelm von Quadt zu Wykradt und Isny († 1849), gefolgt von seinem Sohn und Stellvertreter Otto Wilhelm von Quadt zu Wykradt und Isny
- Graf von Plettenberg-Mietingen dessen Stimme ruhte
- Graf Richard von Schaesberg-Thannheim

### Standesherrliche Gemeinschaften
- Graf Friedrich von Pückler-Limpurg

### Erblich ernannte Mitglieder
- Graf Albert von Rechberg und Rothenlöwen zu Hohenrechberg
- Graf Alfred von Neipperg  war in dieser Wahlperiode nie persönlich anwesend

### Auf Lebenszeit ernannte Mitglieder
- Josef von Beroldingen
- Graf Friedrich Wilhelm von Bismarck
- Karl von Gärttner
- Freiherr Karl von Holzschuher
- Freiherr Ernst Eugen von Hügel
- Freiherr Eugen von Maucler
- Benjamin Ferdinand von Mohl   († 1845)
- Freiherr Philipp Moritz von Schmitz-Grollenburg
- Freiherr August Rudolf von Soden
- Graf Johann Georg von Sontheim
- Freiherr Karl von Waechter-Spittler   1846 in die Kammer eingetreten

## Das Präsidium der Zweiten Kammer  (Kammer der Abgeordneten)
Alterspräsident: Anton Peter von Rummel 

Präsident: Dr. Karl Georg Wächter 

Vizepräsident des 12. ordentlichen und 13. außerordentlichen Landtages:  Johannes von Werner 

Vizepräsident des 14. ordentlichen Landtages: Karl von Scheuerlen

## Die 23 bevorrechtigten Mitglieder der Zweiten Kammer

### Vertreter der Ritterschaft des Neckarkreises
- Freiherr Gustav von Berlichingen
- Freiherr Leo von Reischach
- Freiherr Karl von Varnbüler

### Vertreter der Ritterschaft des Jagstkreises
- Graf Christoph von Degenfeld-Schonburg
- Freiherr Adolf Hofer von Lobenstein
- Freiherr Karl von Woellwarth-Lauterburg

### Vertreter der Ritterschaft des Schwarzwaldkreises
- Freiherr Georg Cotta von Cottendorf
- Freiherr Carl von Gültlingen
- Freiherr Joseph von Linden

### Vertreter der Ritterschaft des Donaukreises
- Graf Sigismund Clemens Philipp von Adelmann zu Hohenstadt  seit 1848
- Graf Cajetan von Bissingen-Nippenburg
- Freiherr August von Hornstein-Bußmannshausen
- Freiherr Wilhelm von König-Warthausen
- Rudolf von Neubronner  bis 1847

### Vertreter der evangelischen Landeskirche
- Generalsuperintendent von Heilbronn: Gottlob Eberhard von Hafner
- Generalsuperintendent von Ludwigsburg:  Christian David Alexander von Heermann
- Generalsuperintendent von Reutlingen:   Karl August von Faber
- Generalsuperintendent von Hall:  Heinrich Christoph Wilhelm von Sigwart,   († 1844), gefolgt von  Gebhard von Mehring
- Generalsuperintendent von Tübingen:  Nathanael Friedrich von Köstlin
- Generalsuperintendent von Ulm:  Christian Nathanael von Osiander

### Vertreter des Bistums Rottenburg
- Bischof von Rottenburg: Johann Baptist von Keller   († 1845), gefolgt von einer Sedisvakanz des Rottenburger Bischofsstuhls bis  zum März 1848. Der neue Bischof   Josef von Lipp  ließ sein Mandat fortan stets ruhen
- Domkapitular von Rottenburg: Ignaz von Jaumann
- Dienstältester katholischer Dekan: Peter Bernhard von Strobel

### Kanzler der Universität Tübingen
- Karl Georg von Wächter

## Die 70 gewählten Abgeordneten der Zweiten Kammer

### Die Abgeordneten der sieben „guten Städte“
| Stadt       | Name                        |
| ----------- | --------------------------- |
| Stuttgart   | Friedrich Federer           |
| Tübingen    | Dr. Eduard Schweickhardt    |
| Ludwigsburg | Karl Ludwig David von Krauß |
| Ellwangen   | Ulrich Innozenz Rettenmaier |
| Ulm         | Dr. Konrad Dieterich Haßler |
| Heilbronn   | Adolf Goppelt               |
| Reutlingen  | Septimus Gottlob Bantlin    |

### Die Abgeordneten der Oberämter desNeckarkreises
| Oberamt           | Name                                                      |
| ----------------- | --------------------------------------------------------- |
| Backnang          | Christian Gottfried Schmidlin                             |
| Besigheim         | Christian Häcker                                          |
| Böblingen         | Gustav Stahl                                              |
| Brackenheim       | Friedrich Schwarz                                         |
| Cannstatt         | Heinrich von Idler                                        |
| Esslingen         | Carl Deffner († 1846)                                     |
| Esslingen         | Ernst von Ege (nur 1847 in der Kammer)                    |
| Esslingen         | Erhard Johann Gottlieb Stierlen (trat 1848 in die Kammer) |
| Heilbronn (Amt)   | Johann Friedrich Mayer                                    |
| Leonberg          | Franz Offterdinger                                        |
| Ludwigsburg (Amt) | Dr. Karl von Scheurlen                                    |
| Marbach           | Gottlob Adolf Veiel                                       |
| Maulbronn         | Karl August Fetzer                                        |
| Neckarsulm        | Christoph Gottlob Speidel († 1847)                        |
| Neckarsulm        | Karl von Hierlinger                                       |
| Stuttgart (Amt)   | Eduard Gottlieb Spring                                    |
| Vaihingen         | Jakob Friedrich Heinrich Redwitz                          |
| Waiblingen        | Jakob Friedrich Barchet                                   |
| Weinsberg         | Karl Friedrich Heyd                                       |

### Die Abgeordneten der Oberämter desJagstkreises
| Oberamt         | Name                                               |
| --------------- | -------------------------------------------------- |
| Aalen           | Balthas Bäurle                                     |
| Crailsheim      | Friedrich Breuning                                 |
| Ellwangen (Amt) | Wilhelm Heinrich von Gwinner                       |
| Gaildorf        | Heinrich Ferdinand Pantlen                         |
| Gerabronn       | Gottlob Friedrich Egelhaaf                         |
| Gmünd           | Johann Baptist Fritz                               |
| Hall            | Eduard Schübler                                    |
| Heidenheim      | Dr. Gustav von Binder                              |
| Künzelsau       | Wilhelm Theodor Müller                             |
| Mergentheim     | Damian von Mosthaf (legte sein Mandat 1847 nieder) |
| Mergentheim     | Julius Christoph Friedrich Dietrich                |
| Neresheim       | Georg Leonhard Holzinger                           |
| Öhringen        | Dr. Gustav Duvernoy                                |
| Schorndorf      | Christian Maier                                    |
| Welzheim        | Karl Friedrich Wizemann                            |

### Die Abgeordneten der Oberämter desSchwarzwaldkreises
| Oberamt        | Name                                                                                                   |
| -------------- | --- |
| Balingen       | Johann Jakob Ruoff                                                                                     |
| Calw           | Johann Georg Dörtenbach                                                                                |
| Freudenstadt   | Friedrich August Warth                                                                                 |
| Herrenberg     | Konrad Ludwig Hiller                                                                                   |
| Horb           | Anton Peter von Rummel (legte sein Mandat 1847 nieder)                                                 |
| Horb           | Jakob Beck                                                                                             |
| Nagold         | Karl Gottlob Schoffer                                                                                  |
| Neuenbürg      | Wilhelm Christian Ernst Fischer                                                                        |
| Nürtingen      | Dr. Friedrich von Gmelin († 1847)                                                                      |
| Nürtingen      | Dr. Theodor Eisenlohr                                                                                  |
| Oberndorf      | Ivo Frueth                                                                                             |
| Reutlingen     | Ludwig Christoph Grober                                                                                |
| Rottenburg     | Moritz von Schmidt                                                                                     |
| Rottweil       | Maximilian Teufel († 1846)                                                                             |
| Rottweil       | Wilhelm Murschel                                                                                       |
| Spaichingen    | Joseph Anton Mathes                                                                                    |
| Sulz           | Wilhelm Friedrich von Widenmann                                                                        |
| Tübingen (Amt) | Karl Friedrich Jeitter                                                                                 |
| Tuttlingen     | Christian Gottlieb Schmid († 1846)                                                                     |
| Tuttlingen     | Dr. Robert von Mohl (1847 eingetreten, legte jedoch sein Mandat aus beruflichen Gründen wieder nieder) |
| Tuttlingen     | Theodor Mögling (1848 eingetreten)                                                                     |
| Urach          | Christian August Maximilian Rau († 1846)                                                               |
| Urach          | Johann Philipp Deusch                                                                                  |

### Die Abgeordneten der Oberämter desDonaukreises
| Oberamt    | Name                                                |
| ---------- | --------------------------------------------------- |
| Biberach   | Adolf Bernhard Joseph Vogt                          |
| Blaubeuren | Karl August Bauer (legte sein Mandat 1845 nieder)   |
| Blaubeuren | August Becher                                       |
| Ehingen    | Gottfried Wizigerreuter                             |
| Geislingen | Friedrich von Römer                                 |
| Göppingen  | Christian Philipp Seefried                          |
| Kirchheim  | Friedrich Karl August Seeger                        |
| Laupheim   | Wilhelm Schubart                                    |
| Leutkirch  | Joseph Fidel Eggmann                                |
| Münsingen  | Johannes von Werner (legte sein Mandat 1847 nieder) |
| Münsingen  | Johann Jakob Lok                                    |
| Ravensburg | Konrad Prielmayer                                   |
| Riedlingen | Dr. Martin Joseph von Mack                          |
| Saulgau    | Andreas Alois Wiest                                 |
| Tettnang   | Johann Friedrich von Klemm                          |
| Ulm        | Karl Ruff                                           |
| Waldsee    | Karl Ferdinand Rau                                  |
| Wangen     | Christoph Fraisch († 1846)                          |
| Wangen     | Franz Sales Khuen                                   |